# Saint-Bertrand-de-Comminges
Saint-Bertrand-de-Comminges è un comune francese di 263 abitanti situato nel dipartimento dell'Alta Garonna nella regione dell'Occitania.
Era l'antica Lugdunum Convenarum, distrutta e abbandonata dopo il 585. Comminges fu sede vescovile cattolica fino al 1801, quando la diocesi fu soppressa, e assunse l'attuale nome nel 1222, dopo la canonizzazione del vescovo Bertrando.

## Società

### Evoluzione demografica
Abitanti censiti